# Oreopanax brachystachyus
Oreopanax brachystachyus är en araliaväxtart som beskrevs av Joseph Decaisne, Jules Émile Planchon och Berthold Carl Seemann. Oreopanax brachystachyus ingår i släktet Oreopanax och familjen Araliaceae. Inga underarter finns listade.